# Џејмс Хаскел
Џејмс Хаскел (енгл. James Haskell; 2. април 1985) професионални је енглески рагбиста и капитен премијерлигаша Воспс.

## Биографија
Висок 194 цм, тежак 114 кг, Хаскел повремно игра и чепа (енгл. Number 8), али најчешће крилног у трећој линији скрама (енгл. Openside flanker). У каријери Хаскел је играо у Јапану за Рико Блек Ремс, на Новом Зеланду за рагби јунион тим Хајлендерси и у француској за Стад Франс. За рагби јунион репрезентацију Енглеске одиграо је 61 тест меч и постигао 4 есеја.